# いぇす!ゆゆゆ☆ゆるゆり♪♪
「いぇす!ゆゆゆ☆ゆるゆり♪♪」は、七森中☆ごらく部の楽曲。同グループ3枚目のシングルとして2012年7月4日にポニーキャニオンから発売された。楽曲は杉浦ラフィン誠一郎が作詞・作曲を手掛けている。

## 概要
七森中☆ごらく部のシングルとしては、前作「ごらく部、愛と勇気と希望と友情のテーマ」から6か月ぶりのリリースとなる。
本曲は、「いぇす!ゆゆゆ☆ゆるゆり♪♪」はテレビアニメ『ゆるゆり♪♪』のオープニングテーマとして用いられた「中学生らしい」背伸びをした曲。三上枝織によればテンポは早めで、歌詞にも早口言葉が織り込まれていることからレコーディングでは苦労したという。
シングルは初回限定盤（PCCG-01280）と通常盤（PCCG-70137）の2種リリースで、初回限定盤には本曲のPVと振付を収録したDVD、および赤座あかり・吉川ちなつのキャラカードどちらか1枚が同梱される。キャラカードのうち8000枚は直筆サイン入りカード（三上・大久保が2000枚ずつ、原作者のなもりが4000枚）となる。
シングルのカップリング曲「レッツラブ〜でいきましょう♪」は、Funtaによるセルフカバーアルバム『funta-stic!!』にカバーバージョンが収録された。コナミデジタルエンタテインメントの音楽ゲーム『pop'n music Sunny Park』にも2013年2月18日より収録され、続編の『ラピストリア』『éclale』にも継続収録されていたが、2016年1月27日に楽曲削除された。

## 収録曲
| #         | タイトル | 作詞               | 作曲               | 編曲      | 時間  |
| --------- | --- | ------------------ | ------------------ | --------- | ----- |
| 1.        | 「いぇす!ゆゆゆ☆ゆるゆり♪♪」(テレビアニメ『ゆるゆり♪♪』オープニングテーマ、ラジオ大阪『ゆりゆららららゆるゆり放送室』オープニングテーマ) | 杉浦ラフィン誠一郎 | 杉浦ラフィン誠一郎 | Funta7    | 4:00  |
| 2.        | 「レッツラブ〜でいきましょう♪」 | Funta7             | Funta3             | Funta7    | 3:53  |
| 3.        | 「いぇす!ゆゆゆ☆ゆるゆり♪♪［からおけ］」                                                                                                 |                    |                    |           |       |
| 4.        | 「レッツラブ〜でいきましょう♪［からおけ］」                                                                                              |                    |                    |           |       |
| 合計時間: | 合計時間: | 合計時間:          | 合計時間:          | 合計時間: | 15:46 |

| #  | タイトル                                          | 作詞 | 作曲・編曲 |
| -- | ------------------------------------------------- | ---- | ---------- |
| 1. | 「いぇす!ゆゆゆ☆ゆるゆり♪♪」(みゅ〜じっく♪びでお) |      |            |
| 2. | 「オフちょっと集」                                |      |            |